# Ramon Menezes
Ramon Menezes Hubner (Contagem,  30 de junio de 1972) es un exfutbolista brasileño que se desempeñaba como centrocampista.
En 2001, Ramon Menezes jugó 5 veces para la selección de fútbol de Brasil.
En 2023 fue designado director técnico interino de la selección mayor de Brasil, luego de la renuncia de Tite al quedar eliminado el scratch con Croacia en cuartos de final del Mundial de Catar 2022.

## Trayectoria

### Como futbolista
Después de terminar su formación en el Cruzeiro, comenzó a jugar en el primer equipo en la temporada de 1989, siendo utilizado regularmente en el año siguiente, pero luego cayendo en el orden jerárquico.
En 1993 Ramón se incorporó al Bahía, aunque también actuó con moderación. Se mudó al Vitória al año siguiente, convirtiéndose en titular inmediato y anotando 25 goles, la mejor marca de su carrera, en el Campeonato Baiano de 1995.
Después de impresionante actuación con el Vitória, se mudó al extranjero y se unió al Bayer Leverkusen de la Bundesliga de Alemania. Regresó a su país de origen en 1996, fichó por el Vasco da Gama, y fue una unidad importante en la racha ganadora del club, ya que levantó el Campeonato Brasileiro Série A de 1997, el Campeonato Carioca de 1998, la Copa Libertadores de 1998 y el Torneio Rio-São Paulo de 1999.
En 2000 pasó al Atlético Mineiro y marcó el gol del título del Campeonato Mineiro de aquel año. Posteriormente acordó un contrato de préstamo con Fluminense en el año siguiente, siendo notablemente reconocido por sus goles de tiro libre.
Ramón luego regresó al Atlético Mineiro antes de unirse al Vasco De Gama en 2002, donde marcó 15 goles en 17 partidos de liga para ayudar al equipo a evitar el descenso. El 3 de enero de 2003, dejó este último club y fichó por el Tokyo Verdy  de Japón con un contrato de 11 meses. 
Ramón regresó a Fluminense en 2004, pero luchó con lesiones, y posteriormente se mudó al Botafogo con un contrato de un año. Se reincorporó al Vasco por tercera vez en enero de 2006, y posteriormente se mudó al Al-Gharafa Sports Club de Catar.
Ramón fichó por el Atlético Paranaense el 9 de enero de 2007, pero apareció con moderación. El 25 de febrero del año siguiente regresó al Vitória, pero dejó el club al final de la temporada para jugar en el fútbol turco; tras jugar sólo amistosos, se reincorporó al Vitória en marzo de 2009. Dejó el club en diciembre de 2010, tras sufrir el descenso.
El 3 de enero de 2011, Ramón, de 38 años, firmó un contrato con Joinville, siendo un titular habitual durante la temporada ya que su equipo logró el ascenso de la Série C. Sin embargo en la siguiente campaña solo apareció en contadas ocasiones, lo que motivó su traslado a Caxias en octubre de 2012.
El 15 de febrero de 2013, con 40 años, se presentó en Cabofriense. Después de jugar en el Campeonato Carioca Série B se retiró.

#### Selección nacional
Fue convocado para la Copa FIFA Confederaciones 2001 por el entrenador Emerson Leão, Ramón hizo su debut internacional completo con Brasil el 31 de mayo de ese año, comenzando y asistiendo a Carlos Miguel en la victoria por 2-0 contra Camerún. Marcó su primer gol el 7 de junio, anotando el único de su equipo en la derrota por 2-1 ante Francia.

### Como entrenador
Poco después de retirarse, Ramón comenzó a trabajar en Joinville como asistente. Dejó el club en enero de 2015, y fue nombrado responsable de ASEEV en agosto; en este último club, ganó la tercera división del Campeonato Goiano.
En 2016 dirigió al Anápolis, luego de llegar a un acuerdo con el club en julio del año anterior. Fue despedido en febrero, después de solo cinco partidos, y posteriormente dirigió Guarani-MG antes de regresar a JEC en septiembre ahora siendo nombrado entrenador. Dejó el club en diciembre, tras no poder evitar el descenso.
En mayo de 2017 regresó al Anápolis para dirigirlo en la Série D, reemplazando a Waldemar Lemos. Fue despedido al mes siguiente, tras cuatro partidos sin ganar.
El 23 de noviembre de 2017 fue nombrado director técnico de Tombense para la siguiente campaña. Fue relevado de sus funciones el 16 de julio del año siguiente, después de seis partidos sin ganar.
El 27 de diciembre de 2018 se incorporó al Vasco Da Gama como asistente. El 30 de marzo de 2020, reemplazó al despedido Abel Braga al frente del equipo principal.
El propio Ramón fue destituido el 8 de octubre de 2020, tras seis partidos sin ganar. El 9 de noviembre, reemplazó a Marcelo Cabo al frente del CRB, pero fue despedido después de solo nueve partidos el 17 de diciembre.
El 8 de junio de 2021 fue nombrado entrenador del Vitória. Fue despedido el 5 de agosto, después de solo tres victorias en 16 partidos. 
El 7 de marzo de 2022 fue nombrado responsable de la selección brasileña sub-20. Ganó el Campeonato Sudamericano Sub-20 de 2023 y fue nombrado entrenador interino de la selección absoluta el 15 de febrero de 2023.

## Clubes

### Como futbolista
| Club                | País     | Año         |
| ------------------- | -------- | ----------- |
| Cruzeiro            | Brasil   | 1989-1993   |
| Bahia               | Brasil   | 1993        |
| Vitória             | Brasil   | 1994-1995   |
| Bayer 04 Leverkusen | Alemania | 1995-1996   |
| Vasco da Gama       | Brasil   | 1996 - 1999 |
| Atlético Mineiro    | Brasil   | 2000 - 2002 |
| Fluminense          | Brasil   | 2001        |
| Vasco da Gama       | Brasil   | 2002        |
| Tokyo Verdy         | Japón    | 2003        |
| Fluminense          | Brasil   | 2004        |
| Botafogo            | Brasil   | 2005        |
| Vasco da Gama       | Brasil   | 2006        |
| Al-Gharafa          | Catar    | 2007        |
| Atlético Paranaense | Brasil   | 2007        |
| Vitória             | Brasil   | 2008 - 2010 |
| Joinville           | Brasil   | 2011 - 2012 |
| Caxias do Sul       | Brasil   | 2012        |
| Cabofriense         | Brasil   | 2013        |

### Como entrenador
| Club                           | País   | Año           |
| ------------------------------ | ------ | ------------- |
| AE Evangélica                  | Brasil | 2015          |
| Anápolis                       | Brasil | 2016          |
| Joinville                      | Brasil | 2016          |
| Anápolis                       | Brasil | 2017          |
| Tombense                       | Brasil | 2018          |
| Vasco da Gama                  | Brasil | 2020          |
| CRB                            | Brasil | 2020-2021     |
| Vitória                        | Brasil | 2021          |
| Selección Sub-20 de Brasil     | Brasil | 2022-presente |
| Selección de Brasil (interino) | Brasil | 2023          |

## Estadística de equipo nacional
| Selección de fútbol de Brasil | Selección de fútbol de Brasil | Selección de fútbol de Brasil |
| Año                           | Part.                         | Goles                         |
| ----------------------------- | ----------------------------- | ----------------------------- |
| 2001                          | 5                             | 1                             |
| Total                         | 5                             | 1                             |

## Palmarés

### Como jugador

#### Torneos regionales
| Título               | Club                    | Estado/s                   | Año  |
| -------------------- | ----------------------- | -------------------------- | ---- |
| Campeonato Mineiro   | Cruzeiro Esporte Clube  | Minas Gerais               | 1990 |
| Campeonato Baiano    | Esporte Clube Vitória   | Bahía                      | 1995 |
| Taça Guanabara       | Vasco da Gama           | Río de Janeiro             | 1998 |
| Taça Río             | Vasco da Gama           | Río de Janeiro             | 1998 |
| Campeonato Carioca   | Vasco da Gama           | Río de Janeiro             | 1998 |
| Taça Río             | Vasco da Gama           | Río de Janeiro             | 1999 |
| Torneo Río-São Paulo | Vasco da Gama           | Río de Janeiro - São Paulo | 1999 |
| Campeonato Mineiro   | Clube Atlético Mineiro  | Minas Gerais               | 2000 |
| Campeonato Baiano    | Esporte Clube Vitória   | Bahía                      | 2008 |
| Campeonato Baiano    | Esporte Clube Vitória   | Bahía                      | 2009 |
| Campeonato Baiano    | Esporte Clube Vitória   | Bahía                      | 2010 |
| Copa Santa Catarina  | Joinville Esporte Clube | Santa Catarina             | 2011 |

#### Torneos locales
| Título         | Club                    | País   | Año  |
| -------------- | ----------------------- | ------ | ---- |
| Copa de Brasil | Cruzeiro Esporte Clube  | Brasil | 1993 |
| Serie A        | Vasco da Gama           | Brasil | 1997 |
| Serie C        | Joinville Esporte Clube | Brasil | 2011 |

#### Torneos internacionales
| Título                       | Club                   | Sede           | Año  |
| ---------------------------- | ---------------------- | -------------- | ---- |
| Supercopa Sudamericana       | Cruzeiro Esporte Clube | Belo Horizonte | 1991 |
| Supercopa Sudamericana       | Cruzeiro Esporte Clube | Avellaneda     | 1992 |
| Copa Libertadores de América | Vasco da Gama          | Belo Horizonte | 1997 |

### Como entrenador

#### Torneos regionales
| Título                    | Club          | Estado | Año  |
| ------------------------- | ------------- | ------ | ---- |
| Campeonato Goiano Serie C | AE Evangélica | Goiás  | 2015 |

#### Torneos internacionales
| Título                         | Equipo              | Sede      | Año  |
| ------------------------------ | ------------------- | --------- | ---- |
| Campeonato Sudamericano Sub-20 | Selección de Brasil | Colombia  | 2023 |
| Campeonato Sudamericano Sub-20 | Selección de Brasil | Venezuela | 2025 |